# Poa spania
Poa spania là một loài thực vật có hoa trong họ Hòa thảo. Loài này được Edgar & Molloy miêu tả khoa học đầu tiên năm 1999.